# Fred Herko
Fred Herko; často také Freddie Herko (* jako Frederick Charles Herko; 23. února 1936, New York City, New York, USA – 27. října 1964, tamtéž) byl americký umělec, herec, tanečník, choreograf, hudebník a učitel. Zemřel při pádu z okna, po předávkování drogami ve věku 28 let. Spolupracoval například s Andy Warholem.